# Gnaeus Cornelius Scipio Calvus
Gnaeus Cornelius Scipio Calvus († 211 př. n. l.) byl římský voják a politik, pocházející z významného patricijského rodu Corneliů. V roce 222 př. n. l. zastával úřad konzula. Po vypuknutí druhé punské války vedl od roku 218 př. n. l. válečná tažení proti Kartágincům v Hispánii, kde se k němu později připojil jeho mladší bratr Publius Cornelius Scipio. Třebaže dosáhli nad Kartáginci několika vítězství, v roce 211 př. n. l. oba padli v bitvě u horní Baetis.

## Život

### Původ a konzulát
Narodil se jako syn Lucia Cornelia Scipiona, zastávajícího v roce 259 př. n. l. úřad konzula. Jeho mladším bratrem byl Publius Cornelius Scipio, otec slavného vojevůdce Publia Cornelia Scipiona Africana. Přezdívka Calvus („lysý“) ho odlišuje od jeho stejnojmenného strýce Gnaea Cornelia Scipiona Asiny, dvojnásobného konzula v době první punské války.
V roce 222 př. n. l. se stal konzulem společně s Markem Claudiem Marcellem. Společně vytáhli proti galským kmenům obývajícím území dnešní severní Itálie a oblehli město Acerrae v zemi Insubrů. Galové v reakci na to napadli Clastidium (nynější Casteggio), načež se Marcellus vydal za nimi a přemohl je v bitvě svedené u tohoto místa. Římané se po vítězství zmocnili Acerr, kdežto Galové se stáhli do Mediolana (Milán). Gnaeus je nejprve pronásledoval, avšak posléze se rozhodl ustoupit zpět k Acerrám. Během ústupu zaútočili Galové na jeho zadní voj. Gnaeus dokázal jejich nápor odrazit a vzápětí dobyl samotné Mediolanum.

### Úspěchy v Hispánii

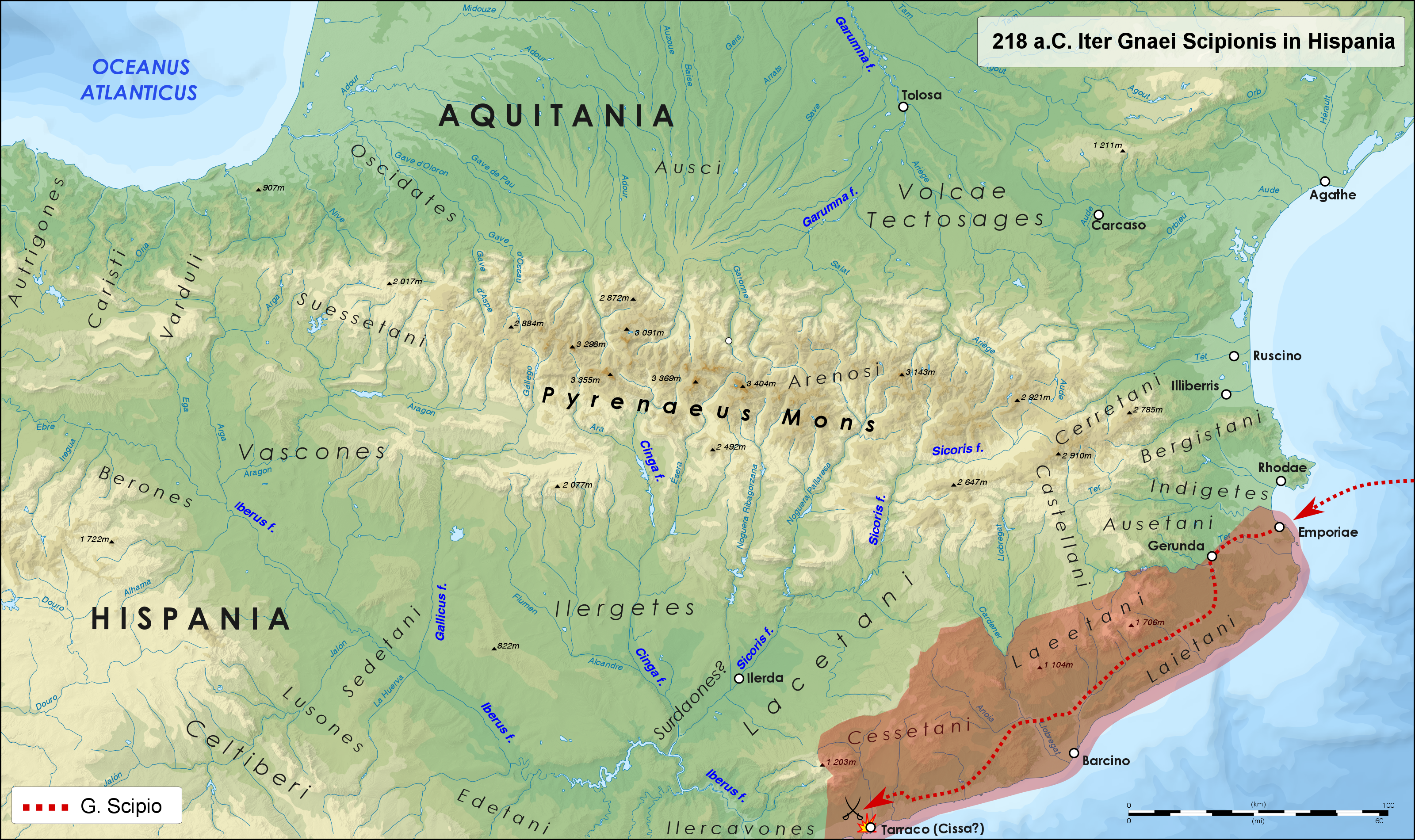
Gnaeův příchod do Hispánie

V roce 218 př. n. l., nedlouho po zahájení druhé punské války, se Gnaeus zúčastnil výpravy svého mladšího bratra Publia do Hispánie. Publius působil v tomto roce jako konzul a senát ho vyslal na Iberský poloostrov, aby tam válčil s kartaginským vojevůdcem Hannibalem. K tomuto účelu obdržel Publius dvě legie, 14 000 spojeneckých pěšáků, 1600 jezdců a 60 pětiveslic k přepravě vojska. Ve druhé polovině léta vyplul z Etrurie a plavil se podél pobřeží Ligurie. Když zakotvil u ústí řeky Rhodanus (Rhôna), zjistil, že Hannibal právě tuto řeku překročil a zamířil k Alpám. Publius se ho marně pokoušel dostihnout. Následně odevzdal většinu svého vojska Gnaeovi a pověřil ho pokračováním výpravy do Hispánie, zatímco sám se vrátil s malým doprovodem do Itálie, aby ji bránil před Hannibalem.
Gnaeus se plavil od ústí Rhodanu na západ a poté, co proplul kolem Pyrenejí, přistál s loďstvem u Emporií (Empúries), řecké obce na severovýchodním okraji Hispánie. V krátkém čase si podmanil pobřeží až k řece Hiberus (Ebro) a vytáhl do vnitrozemí proti kartaginskému veliteli Hannonovi, jehož tam zanechal Hannibal při tažení do Itálie. Střetli se v bitvě u města Cissis, v níž Gnaeus dosáhl nad svým protivníkem jednoznačného vítězství. Do římského zajetí přitom padl Hanno a náčelník Ilergetů Indibilis, věrný spojenec Punů. V téže době překročil Hiberus se svým vojskem Hannibalův bratr Hasdrubal Barkas, pověřený vrchním velením v Hispánii. Po zprávě o Hannonově porážce napadl římské námořníky rozptýlené po krajině a stáhl se zpět za Hiberus. Gnaeus spojil své pozemní a námořní síly a přezimoval ve městě Tarraco (Tarragona).
Na počátku léta 217 př. n. l. vyslal Hasdrubal ze své základny v Novém Kartágu (Cartagena) flotilu 40 lodí k Hiberu. Zároveň se vydal na sever s pěchotou pochodující podél pobřeží. Gnaeus se v reakci na to chystal vyrazit proti nepříteli s pěšáky i loďstvem. Hasdrubalovo vojsko bylo ale početně mnohem silnější. Gnaeus proto upustil od svedení pozemní bitvy a místo toho nalodil vybrané mužstvo na paluby 35 lodí. S nimi vyplul proti Punům, jejichž lodě kotvily v ústí Hiberu, a zaskočil je nečekaným útokem. Kartaginské posádky se nestihly včas připravit k boji, po krátkém střetu přirazily své lodě ke břehu a zachránily se útěkem k pěchotě stojící na pevnině. Římané, podporovaní svými spojenci z Massilie (Marseille), ukořistili 25 nepřátelských lodí a získali převahu na moři. Té využili k uspořádání pustošivých námořních výprav do okolí Nového Kartága a na ostrov Ebusus (Ibiza). Vyslanci z Baleárských ostrovů se pak vydali ke Gnaeovi se žádostí o mír.
Gnaeovo jednoznačné vítězství nad Hasdrubalem přesvědčilo senát, aby do Hispánie vyslal posily pod velením jeho bratra Publia. Ve druhé polovině roku 217 př. n. l. se Publius vylodil v Tarraconě a sloučil své vojsko s Gnaeovým. Oba poté překročili řeku Hiberus a přitáhli až k městu Saguntum, jehož dobytí Hannibalem se stalo příčinou války. S pomocí místního velmože se jim podařilo dosáhnout propuštění hispánských rukojmí zadržovaných zde Kartáginci, čímž si zajistili přízeň místních kmenů.

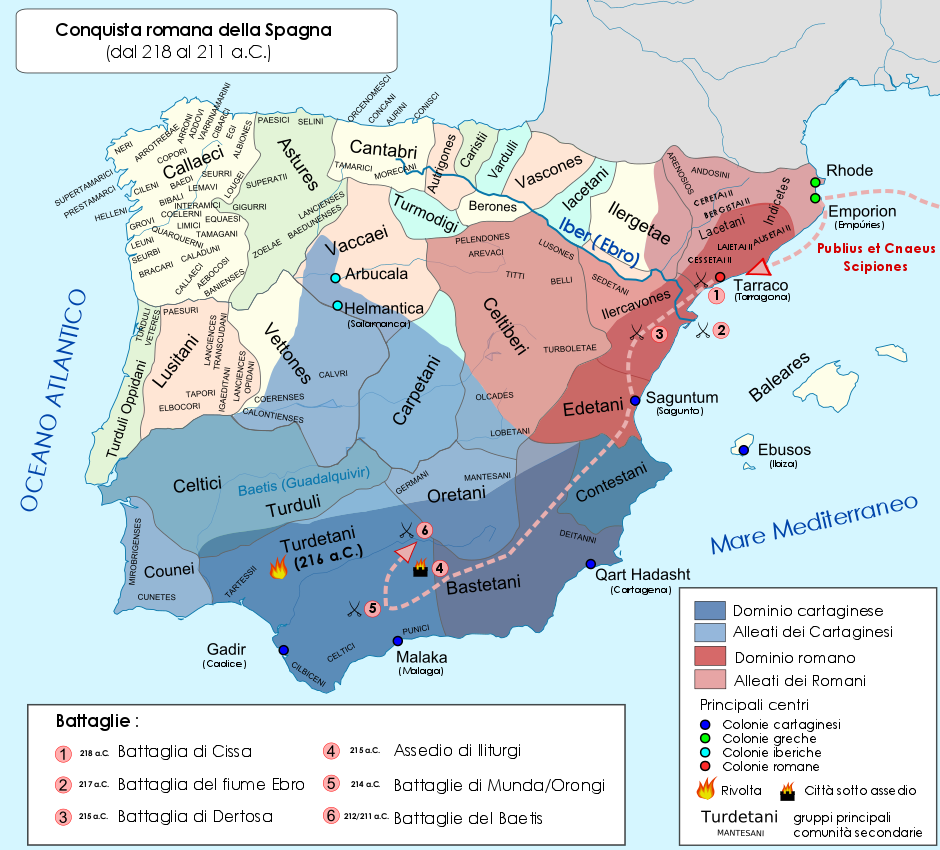
Tažení Římanů v Hispánii v letech 218 až 211 př. n. l.

V roce 215 př. n. l. obdržel Hasdrubal z Kartága výzvu, aby co nejrychleji vyrazil s vojskem do Itálie, kde se měl připojit k Hannibalovi. Když se Římané dozvěděli o Hasdrubalově výpravě, nařídili bratrům Scipionovým, aby překazili jeho záměr. Scipionové soustředili veškeré své síly k řece Hiberu a po jejím překročení oblehli stejnojmenné blízké město. Hasdrubal přitáhl k nedalekému městu, jež se nedávno podrobilo Římanům, načež Scipionové zanechali obléhání a obrátili se proti Punům. Po několika dnech váhání se nepřátelská vojska střetla v bitvě, v níž Punové a jejich hispánští spojenci utrpěli jasnou porážku. Scipionům se tím podařilo zabránit Hasdrubalovi v příchodu do Itálie.
Livius, jehož dílo představuje jediný významnější pramen událostí v Hispánii dalších čtyř let, uvádí, že bratři Scipionové podnikli v roce 214 př. n. l. tažení na jih Iberského poloostrova. Podle názoru novodobých badatelů se však popisované děje odehrály nejspíš až o dva roky později.
Kartáginci sváděli úspěšné boje s Hispány stojícími na straně Římanů. Publius proto překročil Hiberus a utábořil se s vojskem u místa jménem Castrum Album. Tlak nepřátel ho ale donutil ustoupit k hoře Victorii, kam za ním dorazil Gnaeus se svými sbory. Při průzkumu okolní krajiny se Publius dostal do obklíčení, z něhož ho včasným příchodem vysvobodil Gnaeus. Poté, co k Římanům přešlo město Castulo (nedaleko dnešního Linares), Punové oblehli Iliturgis (poblíž Jaén). Gnaeus vyrazil tomuto městu na pomoc s legií lehkooděnců, probojoval se k němu a potřel své protivníky ve dvou bitvách. Odtud postoupil k Mundě a opětovně se střetl s Puny. Vítězství se již klonilo na stranu Římanů, když Gnaea zasáhl oštěp do stehna. Římané pak pronásledovali Kartágince k městu Aurinx a znovu nad nimi zvítězili. Jejich zraněný velitel se nechal do bitevní linie donést na lehátku. Nedlouho nato vypudili punskou posádku ze Sagunta. Následující zimu přečkali Scipionové v jižní Hispánii: Gnaeus ve městě Urso (Osuna), Publius v Castulonu.

### Porážka a smrt
Na jaře 211 př. n. l. Římané shromáždili své síly a uspořádali válečnou poradu, na níž se rozhodli završit válku s Puny v Hispánii. Za tímto účelem doplnili během zimy své vojsko o 20 000 keltiberských spojenců. Proti Římanům stály tři kartaginské armády v čele s Hasdrubalem Barkou, jeho mladším bratrem Magonem Barkou a Hasdrubalem Gisgonem. Gnaeus měl s třetinou původního římského vojska a Keltibery porazit Hasdrubala Barku. Publius vyrazil se zbývající částí sil proti Hasdrubalu Gisgonovi a Magonovi.
Slabinou Gnaeova vojska bylo jeho složení, neboť většinu jeho mužů netvořili Římané, nýbrž Hispánové. Jejich oddanost vzala záhy za své, neboť Hasdrubal Barkas uplatil jejich náčelníka a přiměl ho, aby odvedl Keltibery z římského tábora do svých domovů. Gnaeus se neúspěšně pokusil zadržet své odcházející spojence. Protože mu zbýval jen nevelký počet vlastních vojáků, vydal se na překotný ústup, při němž ho těsně pronásledoval Hasdrubal Barkas. K němu se posléze přidali také Hasdrubal Gisgo a Mago, z čehož Gnaeus vytušil, že jim Publius musel podlehnout. Když se mu během jedné noci podařilo odpoutat od svých pronásledovatelů, vyslali za ním numidskou jízdu, jejíž neustále napadání ho donutilo stáhnout své muže na jakýsi nepříliš vysoký pahorek. Na tomto místě se sice Římané bez větších obtíží ubránili Numiďanům, nicméně po příchodu tří punských vojsk nedokázali čelit náporu několikanásobné přesily nepřátel. V nastalé řeži přišlo o život mnoho římských vojáků včetně samotného velitele.
Livius zmiňuje dvě verze Gnaeovy smrti. Jedna uvádí, že padl při prvním punském útoku. Podle druhé se mu podařilo dostat do věže nedaleko tábora. Punové se ale věže zmocnili a zabili každého, koho tam nalezli. Gnaeus zemřel devětadvacet dní po smrti svého bratra Publia.

### Prameny
- LIVIUS. Dějiny IV. Praha: Svoboda, 1973
- POLYBIOS. Dějiny II. Praha: Arista, Baset, Maitrea, 2008. ISBN 978-80-86410-60-9